# Patrol Craft Fast
Patrol Craft Fast (PCF), även kallad Swift Boat, typ av mindre patrullbåt som införskaffades av USA under Vietnamkriget för att patrullera de stora flodområdena i Vietnam.

## Bakgrund
Den 1 februari 1965 publicerade en arbetsgrupp inom USA:s väpnade styrkor en studie i hur båtar och mindre fartyg kunde användas i antigerillakrigföring. Tidigare hade utgångspunkten varit att inköpa sådana båtar från den civila marknaden när behovet uppstod, men studien visade att vissa egenskaper var grundläggande och att en upphandling behövde göras får att säkerställa flottans behov av sådana båtar. Sewart Seacraft i Berwick, Louisiana tillverkade en taxibåt som verkade passa bra, så flottan begärde in en offert på en modifierad modell med vapenfästen, kojer och ett litet pentry med spis, kylskåp, frys och diskho.

## Konstruktion

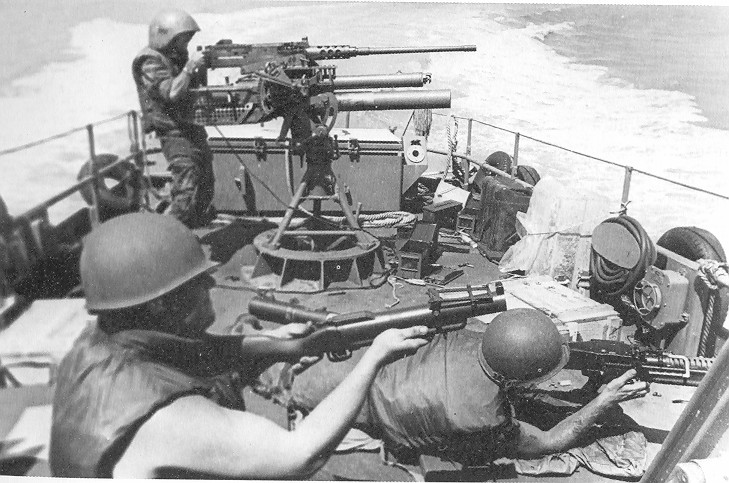
Dubbellavetten med en tung kulspruta och en granatkastare.

PCF har ett svetsat aluminiumskrov som drivs av två Detroit V12 dieselmotorer. Roder och propellrar skyddas av skäddor. Beväpningen består av två dubbelmonterade 12,7 mm tunga kulsprutor ovanpå styrhytten och en tung kulspruta monterad parallellt med en 81 mm granatkastare på akterdäck. Dubbelmontaget gör att granatkastaren normalt avfyras i flackbana, något som är möjligt tack vare den rekyldämpande lavetten. Granatkastaren är mynningsladdad och måste riktas uppåt för att laddas om, men den saknar fast slagstift och utlöses i stället med avfyringssnöre, något som annars huvudsakligen förekommer på grövre vapen.

## Användning
I oktober 1965 började de första PCF:erna att användas i Vietnam, till en början för patrullering av kusten men sedan alltmer på de inre vattenvägarna, främst Mekongdeltat. I takt med att striderna trappades upp användes de alltmer i offensiva operationer med sydvietnamesiskt marininfanteri och med Navy SEAL. Totalt sju PCF förlorades i Vietnam, fyra (PCF-4, PCF-19, PCF-41 och PCF-43) i strid och tre (PCF-14, PCF-76 och PCF-77) på grund av dåligt väder. Ytterligare en båt (PCF-8) förlorades utanför Bodega Bay i Kalifornien, också den på grund av hårt väder.
Av de totalt 193 båtar som tillverkades så var det bara 110 som levererades till USA:s flotta. Övriga såldes eller skänktes till vänligt sinnade stater som Sydvietnam, Filippinerna och Thailand. Två båtar som såldes till Malta 1971 var i tjänst ända fram till 2011. År 2012 skänktes den ena av dessa båtar till marinmuseet i San Diego.

## Användare
- Filippinska flottan
- Kambodjas flotta (även Röda khmererna)
- Maltas Flotta
- Panamas Flotta
- Republiken Vietnams flotta
- Thailands flotta
- USA:s flotta
- Vietnams flotta (övertagna från Republiken Vietnam efter kriget)